# CPanel
cPanel ist ein web-basiertes Konfigurationstool für Webserver- und Webhosting-Unternehmen, das vom Hersteller cPanel Inc. für die Unix-/Linux-Betriebssysteme CentOS, FreeBSD, Red Hat Enterprise Linux und CloudLinux entwickelt wurde.
cPanel gilt neben Plesk als führender Anbieter auf dem US-amerikanischen Markt und bietet eine webbasierte Administrationsoberfläche für fast alle gängigen administrativen Aufgaben. Es ermöglicht unter GNU/Linux-Webservern zahlreiche Funktionen, die ansonsten nur mit einem hohen Konfigurationsaufwand oder Wissensstand verfügbar sind. Dazu zählt beispielsweise die Unterstützung von Microsoft FrontPage Server Extensions oder Java mittels Apache Tomcat. cPanel ist auch multilingual, mehr als 20 der wichtigsten Sprachen stehen zur Verfügung.

## Einzelbelege
1. ↑  Latest cPanel & WHM Builds (All Architectures)